# 고쿠라키타구

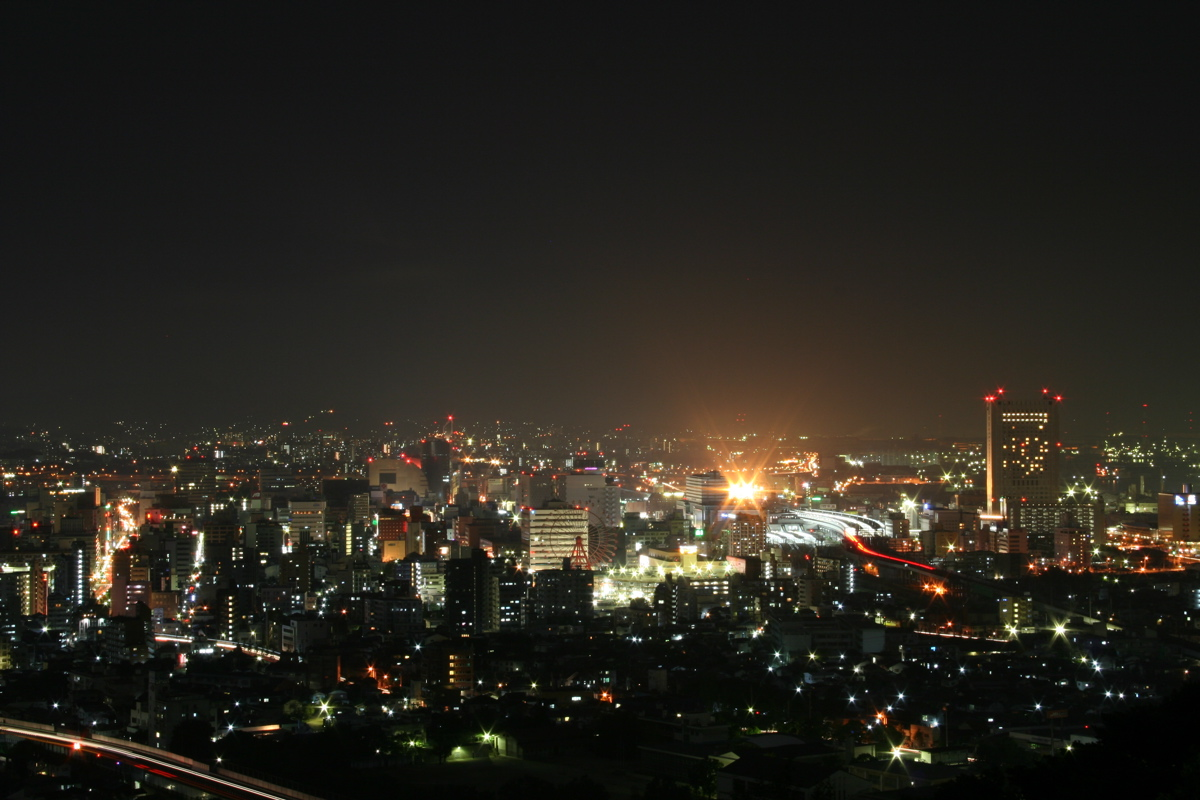
아다치 공원에서 본 고쿠라 시가지의 야경

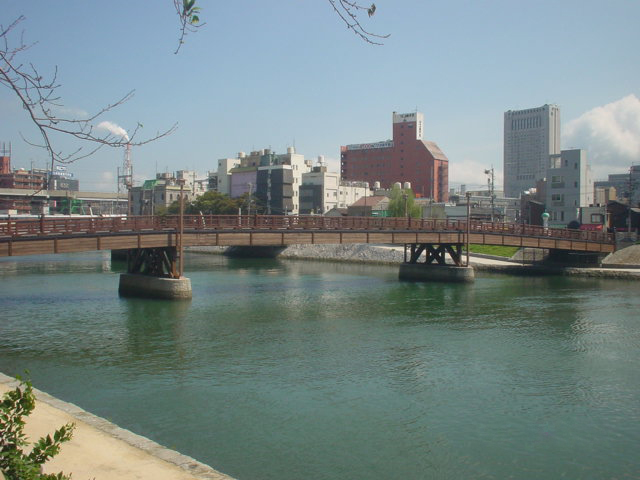
무라사키가와강에 가설된 도키와교

고쿠라키타구(일본어: 小倉北区)는 일본 후쿠오카현 기타큐슈시를 구성하는 7개의 행정구 중 하나이다. 기타큐슈시의 실질적인 중심지이며 시의 중심역인 고쿠라역과 기타큐슈시청이 있다.

## 개요
기타큐슈시의 중심에 있어 고쿠라역에서 니시코쿠라역 주변 일대는 기타큐슈시의 도심을 형성한다. 번화가로서의 '고쿠라'도 그 부근을 일컫는다. 예전에는 고쿠라미나미구와 함께 고쿠라시였다. 기타큐슈시의 행정구로는 야하타니시구, 고쿠라미나미구에 이어 인구 3위이다. 제2차 세계 대전 이전에는 고쿠라성에 일본 육군의 제12사단과 무기 공장인 고쿠라 육군 조병창 등이 위치하는 군사 도시였다. 고쿠라역과 고쿠라성, 기타큐슈시청 등이 위치하며 기타큐슈시 행정·경제·교통의 중심을 담당하는 구이다. 중심부에는 1급 하천인 무라사키가와강이 흐른다.
고쿠라역은 산요 신칸센, 가고시마 본선, 닛포 본선이 지나며, 모든 신칸센·재래선 열차가 정차한다. 또한 고쿠라역 고쿠라성 출구(남쪽 출구)부터 헤이와도리 상공에 있는 기타큐슈 모노레일은 고쿠라미나미구(도쿠리키·기쿠가오카 방면)와의 교통을 책임진다. 또한 미하기노 교차로는 국도 제3호선과 국도 제10호선의 분기점이며, 고쿠라에서뿐만 아니라 규슈 전체에서 손꼽히는 교통의 요충지이다. 근처에는 기타큐슈 모노레일의 가와라구치미하기노역이 있으며, 그 부근에서 고속화도로인 기타큐슈 고속도로 4호선과 입체교차한다.
시가지는 고쿠라역 남쪽 출구를 중심으로 하여 남북 방향(헤이와도리·아사카도리·츄긴도리·미카게도리)과 동서 방향(가쓰야마도리·고몬지도리)으로 펼쳐져 있다. 상업 시설이나 상점가가 많은 곳은 헤이와도리의 서쪽이며, 우오마치긴텐가, 교마치긴텐가, 단가시장, 이즈쓰야, 세인트시티 기타큐슈, 리버워크 기타큐슈 등이 이에 해당한다. 헤이와도리 동쪽에는 니시테쓰 기타큐슈선 스나쓰 차고 부지에 차차타운 고쿠라가 생겼다. 또한 고쿠라 복합역사의 아뮤플라자 고쿠라는 JR 규슈가 주요 도시에서 세운 패션 빌딩 아뮤플라자 시리즈의 시발점이다. 치카이마치·곤야정 등지에 환락가가 형성되어 있으며, 무라사키가와강 하구의 센도정은 러브호텔과 풍속점 같은 시설이 밀집한 풍속가이다. 또한 히비키나다에 접하는 임해부(臨海部)에 들어선 공장들은 기타큐슈 공업지역의 일각을 이루고 있다.
또한 구의 중심부에는 기타큐슈시의 주요 관광지인 고쿠라성이 있다. 바둑판식 구획, 직업의 명칭이 붙은 마을 이름(우오마치(어부), 가지마치(대장장이), 바샤쿠(말에 짐을 실어 운송하는 직업)) 등이 성시의 흔적으로 남아 있다. 하지만 고쿠라성 주변을 제외하면 전부 상업 지구로 개발되었기 때문에 성시의 모습은 거의 사라졌다. 최근에는 리버워크나 고쿠라 복합역사를 비롯한 대형 상업시설, 초고층 아파트 등이 지어졌다. 리버워크 맞은 편에는 초고층 아파트인 고쿠라 D.C. 타워가 들어섰으며, 이 건물은 145.7m 높이로 건설 당시 후쿠오카현 최고 높이를 자랑했다.
이외에도 북쪽에 히비키나다의 아이노시마섬과 우마시마섬도 포함한다.

## 역사
1602년에 호소카와 다다오키가 고쿠라성을 쌓은 후 성시 고쿠라가 형성되어 갔다. 1632년에는 다이묘 배치가 바뀌면서 후다이 다이묘인 오가사와라 다다자네가 고쿠라번-부젠국의 15만 석 번주가 된다. 그러나 이후 고쿠라성은 1866년의 조슈 전쟁 때 고쿠라번 스스로에 의해 소실된다. 메이지 시대에는 폐번치현으로 설치된 고쿠라현의 현청 소재지가 되었다. 후쿠오카현에 병합된 후에도 부젠 지방의 경제 중심지로 번영했고, 공업 측면에서도 고쿠라 제철소로 대표되는 중공업이 번성했다. 현재는 기타큐슈시의 중심에 걸맞도록 상업지구·시설이나 가로등·하천·교량 등이 정비되고 있다.
아래는 현재의 고쿠라키타구 영역에 대해서만 다룬다. 나머지는 기타큐슈시나 고쿠라시 항목을 참조.
- 1889년 4월 1일 - 정촌제 시행으로 고쿠라정, 나가마쓰우라촌,히라마쓰우라촌이 합병되어 기쿠군 고쿠라정, 아다치촌, 니시무라사키촌, 이타비쓰촌이 설치된다.
- 1900년 4월 1일 - 고쿠라정이 시로 승격해 고쿠라시가 된다.
- 1908년 4월 1일 - 니시무라사키촌이 분할되어 고구마노·시노자키 지구가 이타비쓰촌에, 가모(현재의 고쿠라미나미구)·이마촌(현재의 이마정) 지구가 기쿠정에 각각 편입된다.
- 1922년 10월 1일 - 이타비쓰촌이 정으로 승격해 이타비쓰정이 된다.
- 1925년 4월 28일 - 이타비쓰정이 폐지되면서 대부분이 고쿠라시에 편입되지만, 쓰키다·고구마노 지구의 일부는 야하타시에 편입된다.
- 1927년 4월 1일 - 아다치촌이 고쿠라시에 편입된다. 이것으로 거의 현재의 구역(區域)과 일치하는 고쿠라시가 된다.
- 1937년 9월 1일 - 기쿠정이 고쿠라시에 편입된다.
- 1963년 2월 10일 - 5시 합병으로 기타큐슈시가 설치된다. 원래의 고쿠라시는 대부분이 고쿠라구가 된다. 그러나 정령지정도시 지정은 4월 1일이었기 때문에 그 전까지 고쿠라구는 정 내지 오아자(大字)로 취급되었다.
- 1974년 4월 1일 - 고쿠라구를 고쿠라키타구와 고쿠라미나미구로 분구한다. 이때 옛 기쿠정의 영역에서는 이마정 지구가 고쿠라키타구가 되었다.

## 인구 변천
- 1975년 - 223,869명
- 1980년 - 217,204명
- 1985년 - 214,149명
- 1990년 - 202,051명
- 1995년 - 194,194명
- 2000년 - 187,684명
- 2005년 - 183,286명
- 2010년 - 181,936명
- 2015년 - 181,878명
- 2020년 - 182,898명

## 교통
기타큐슈시의 중심이기 때문에 각 교통수단의 기점이 되는 시설이 있다.

### 철도

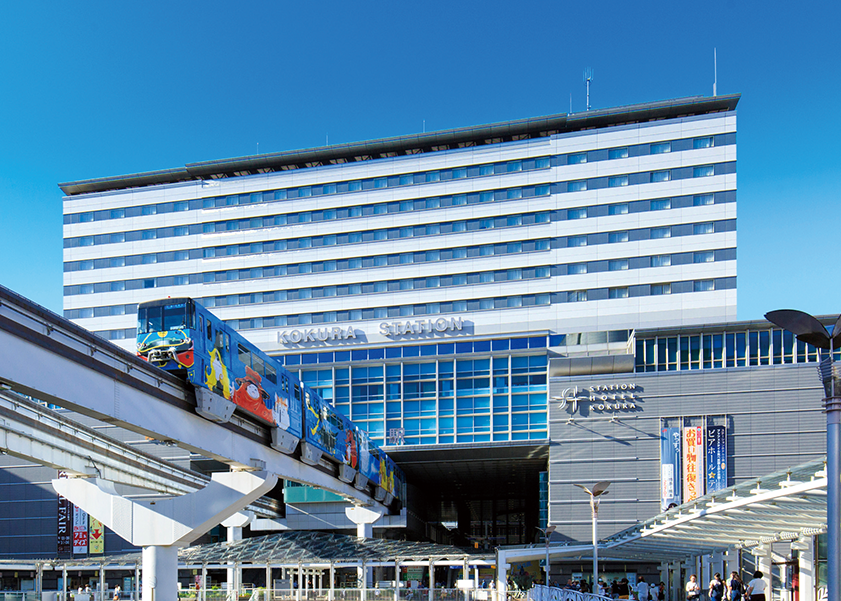
고쿠라역

규슈 여객철도(JR 규슈)
- 가고시마 본선
  - 고쿠라역-니시코쿠라역
- 닛포 본선
  - 고쿠라역-니시코쿠라역-미나미코쿠라역

고쿠라역-니시고쿠라역은 현재 노선 중복 구간이다. 이는 니시고쿠라역에 가고시마선 홈이 설치된 것이 국철 민영화 이후였기 때문이다. 하지만 현재 닛포 본선을 사실상 니시코쿠라역 기점으로 취급하고, 비우등 열차 간의 환승이 니시코쿠라역에서 이루어진다. 한편 구간 내에서는 무라사키가와강의 교량 높이를 올리는 공사가 진행되고 있다. 이로 인해 운휴가 발생할 때는 양 역 간에서 가고시마 본선 계통만 운행된다. 최근의 사례로는 2009년 1월 1일 밤이 있다.
서일본 여객철도(JR 서일본)
- 산요 신칸센
  - 고쿠라역

기타큐슈 고속철도
- 모노레일 고쿠라선
  - 고쿠라역-헤이와도리역-단가역-가와라구치미하기노역-가타노역

#### 폐지된 노선
서일본 철도
2000년 11월 25일에 모든 노선이 폐지되었다. 현재는 그 중 야하타니시구의 구로사키역 앞-구마니시 구간만 상호 직통 운행하던 자회사인 지쿠호 전기 철도에 승계되어 운영되고 있다.
- 기타큐슈선
  - 아카사카-스나쓰: 1985년 10월 20일 폐지
  - 스나쓰-유엔마에버스영업소: 1992년 10월 25일 폐지

- 도바타선
  - 다이몬-나카이구치: 1985년 10월 20일 폐지

- 기타가타선
  - 우오마치-조노역 앞: 1980년 11월 2일 폐지

### 버스
- 니시테쓰 버스 기타큐슈
  - 기타큐슈・고쿠라 자동차 영업소(스나쓰 버스 센터가 병설되어 있다.)
  - 기타큐슈・기타큐슈 고속자동차 영업소
  - (니시테쓰) 고쿠라역 버스센터

이하는 노선 직통 운행만 적은 것이다. 구내에 영업소는 없다.
- 기타큐슈시 교통국(기타큐슈시청 및 고쿠라항 마쓰야마 방면 페리 승강장(밤의 1편만) 방면)

예전에는 니시테쓰 버스 지쿠호의 다가와 쾌속선 및 위탁 노선안 직행 특급선이 운행되었지만, 전자는 2017년 10월 1일을 기해서, 후자는 2022년 4월 1일을 기해서 각각 폐지되었다.

### 선박

#### 생활 항로
기타큐슈시영 도선(渡船)(고쿠라 항로)
고쿠라(아사노)- 우마시마섬-아이노시마섬
간몬 해협 페리(2011년 11월 30일을 기해 운항 중지)
고쿠라(히아가리항)-시모노세키시히코시마섬(아라타항)

#### 장거리·관광 항로
마쓰야마·고쿠라페리
고쿠라(아사노)-마쓰야마관광항

## 교육

### 대학·단기대학
공립
- 규슈 치과대학

사립
- 학교법인 히가시쓰쿠시학원
  - 규슈 영양복지대학
  - 히가시쓰쿠시 단기대학
- 학교법인 세이난조학원
  - 세이난조 가쿠인 대학
  - 세이난조 가쿠인 대학 단기대학부
- 학교법인 서일본공업학원 서일본공업대학 고쿠라 캠퍼스

### 고등학교
현립
- 후쿠오카현립 고쿠라 고등학교
- 후쿠오카현립 고쿠라니시 고등학교
- 후쿠오카현립 고쿠라공업 고등학교

사립 전일제
- 미하기노 여자고등학교
- 히가시쓰쿠시 가쿠엔 고등학교
- 세이난조 가쿠인 고등학교
- 신소칸 고등학교
- 게세 고등학교

통신제·단위제·그 외 서포트교 등
- 기타큐슈 자유고등학원
- 클러크 기념 국제고등학교 고쿠라 캠퍼스
- 히토쓰바 고등학교 고쿠라 캠퍼스

### 중학교
국립
- 후쿠오카 교육대학 부속 고쿠라 중학교

시립
- 기타큐슈시립 아다치 중학교
- 기타큐슈시립 이타비쓰 중학교
- 기타큐슈시립 기쿠료 중학교
- 기타큐슈시립 기리가오카 중학교
- 기타큐슈시립 시에이 중학교
- 기타큐슈시립 시노자키 중학교
- 기타큐슈시립 시로가네 중학교
- 기타큐슈시립 도미노 중학교
- 기타큐슈시립 미나미고쿠라 중학교

사립
- 고쿠라 닛신칸 중학교
- 쇼요칸 중학교
- 세이난조 가쿠인 중학교

### 초등학교
국립
- 후쿠오카 교육대학 부속 고쿠라 초등학교

시립
| - 기타큐슈시립 아이노시마섬 초등학교 - 기타큐슈시립 아시하라 초등학교 - 기타큐슈시립 아다치 초등학교 - 기타큐슈시립 이즈미다이 초등학교 - 기타큐슈시립 이토즈 초등학교 - 기타큐슈시립 이보리 초등학교 - 기타큐슈시립 이마마치 초등학교 - 기타큐슈시립 기타고쿠라 초등학교 | - 기타큐슈시립 쓰키후네 초등학교 - 기타큐슈시립 쓰키요미즈 초등학교 - 기타큐슈시립 기리가오카 초등학교 - 기타큐슈시립 고쿠라중앙 초등학교 - 기타큐슈시립 사쿠라가오카 초등학교 - 기타큐슈시립 사부로마루 초등학교 - 기타큐슈시립 주잔 초등학교 - 기타큐슈시립 도미노 초등학교 | - 기타큐슈시립 나카이초 등학교 - 기타큐슈시립 나카시마 초등학교 - 기타큐슈시립 니시고쿠라 초등학교 - 기타큐슈시립 히아가리 초등학교 - 기타큐슈시립 미나미가오카 초등학교 - 기타큐슈시립 미나미고쿠라 초등학교 |

### 특별 지원 학교
- 기타큐슈시립 고쿠라키타 특별지원학교

### 기타 학교
- 가와이주쿠 기타큐슈교
- 학교법인 아소주쿠
  - 아소 정보비즈니스전문학교 기타큐슈교
  - 아소 공무원전문학교 기타큐슈교
- 학교법인 오하라학원
  - 오하라 부기공무원전문학교 고쿠라교
  - 오하라 의료복지전문학교 고쿠라교
- 기타큐슈 예비교
- KCS기타큐슈정보전문학교
- 기타큐슈 조리사전문학교
- 규슈 의료스포츠전문학교
- 도쿄 아카데미 기타큐슈교
- 미하기노 임상의학전문학교
- 요요기 제미나르 고쿠라교

## 의료 기관
- 기타큐슈시립 의료센터
- 규슈 치과대학 부속병원
- 겐와카이 오테마치 병원
- 고쿠라 기념병원
- 신고쿠라 병원

## 산업

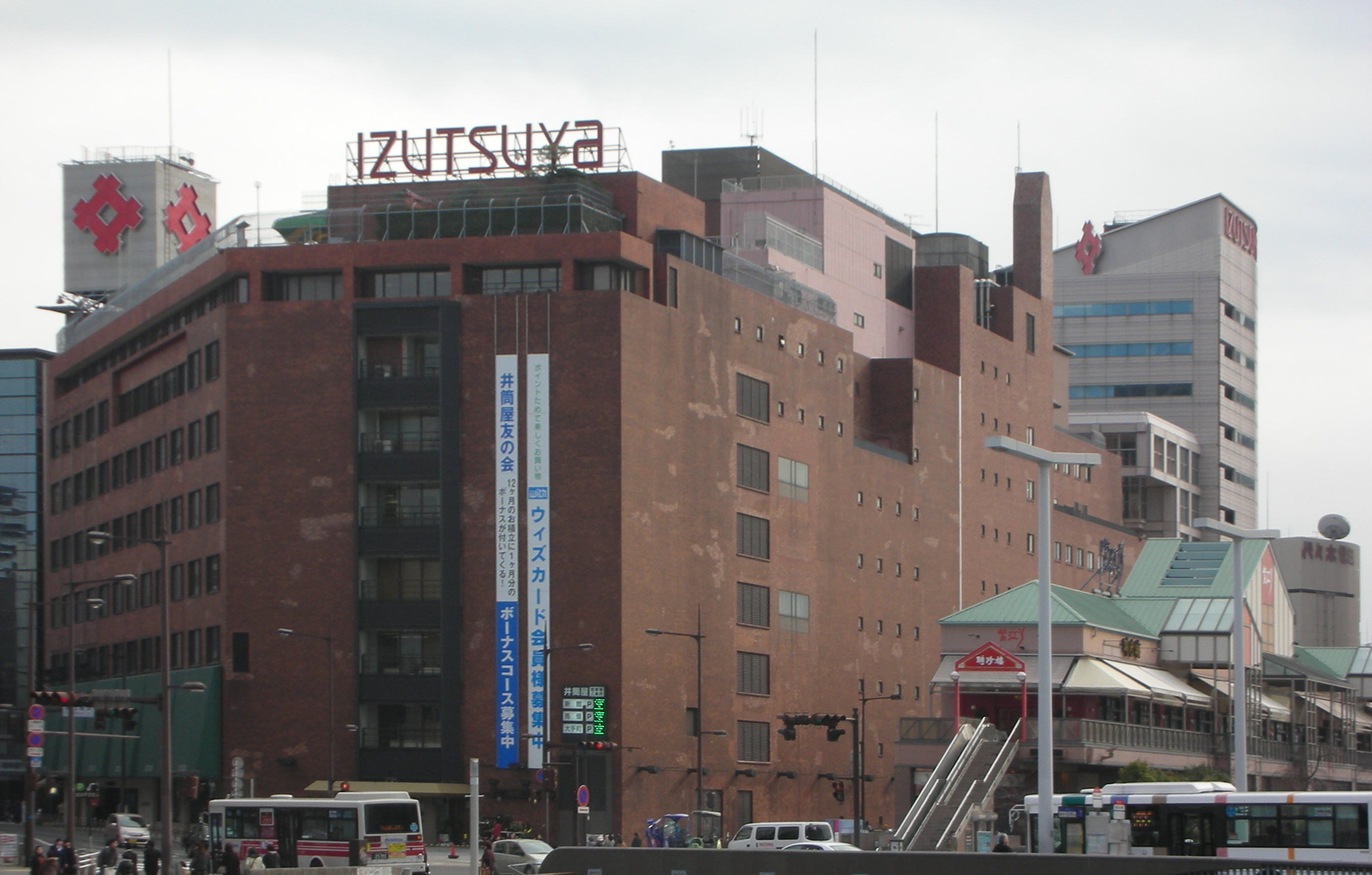
이즈쓰야 고쿠라 본점

### 고쿠라키타구에 본사를 두는 주요 기업

#### 공업
- 칸노제작소
- TOTO
- 닛테쓰주금고로시멘트
- 일본자력선광
- 미쓰오기공업

#### 상업
- 이즈쓰야
- 기타큐슈역 도시락
- 기타큐슈 청과
- 극동 퍼디
- 고게쓰도
- 나프코
- 리듬식품

#### 기타
- 아사히 광고사
- 우치야마홀딩스
- 오노켄
- 기타큐슈은행
- 국제흥업그룹
- 시다
- 제일교통산업
- 도호 주택
- 닛센렌 베네풀
- 부동산중앙정보센터
- 월드홀딩스(본점)

### 고쿠라키타구에 주요 사업 거점을 두는 주요 기업
- 고쿠라 종합차량센터(규슈 여객철도)
- 일본제철 야햐타제철소·고쿠라제철소
- 도쿄제강 규슈 지점·기타큐슈 엔지니어링 센터
- 서일본 시티은행 기타큐슈 총본부
- 후쿠오카 은행 기타큐슈 총본부
- 후지쓰 커뮤니케이션서비스 기타큐슈 지원 센터
- 야후 주식회사 기타큐슈 센터

### 매스 미디어
신문
- 마이니치 신문 서부본사 본사
- 아사히 신문 서부본사 본사
- 요미우리 신문 서부본사 기타큐슈 총본부
- 서일본 신문 기타큐슈 본사
- 니혼케이자이 신문 기타큐슈 지국

방송
- NHK 기타큐슈 방송국(후쿠오카현 동부 관할)
- CROSS FM 본사
- RKB 마이니치 방송 기타큐슈 지사
- 규슈 아사히 방송 기타큐슈 지사
- TV 니시닛폰 기타큐슈 지국
- 후쿠오카 방송 기타큐슈 지사
- TVQ 규슈 방송 기타큐슈 본사
- 기타큐슈 시티 FM(FM KITAQ, 커뮤니티 방송)

## 축제·행사
- 야사카 신사 세쓰분제-2월

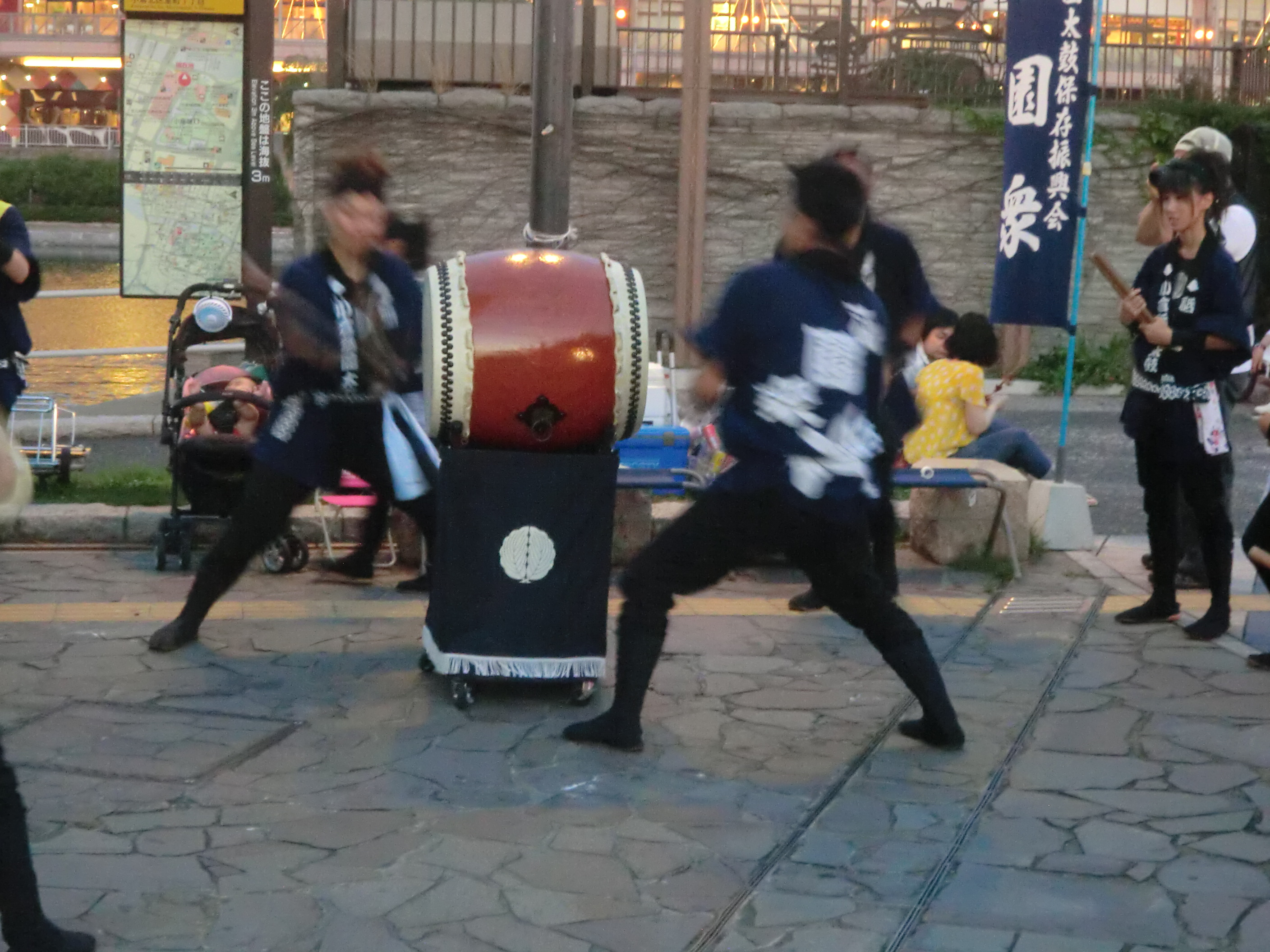
고쿠라 기온 북

- 고쿠라성 벚꽃 축제-3월 하순. 2017년은 3월 25일-26일 개최 예정.
- 고쿠라 기온 북-하카타 기온 야마카사, 도바타 기온 오야마가사와 함께 후쿠오카현 3대 기온마쓰리이다. 약 390년 전부터 행해지고 있다. 매년 7월 셋째 금토일 3일 간.
- 왓쇼이 백만 여름 축제 - 매년 8월 첫번째 토일 양일 간.
- 고몬지야키-8월 중순
- 고쿠라성 다키기노-9월 하순
- 고쿠라 오픈 카페맨즈-10월 중
- 기타큐슈 고쿠라성 축제-10월 중순
- 기타큐슈 뮤직 페스타-10월 중순

## 시설

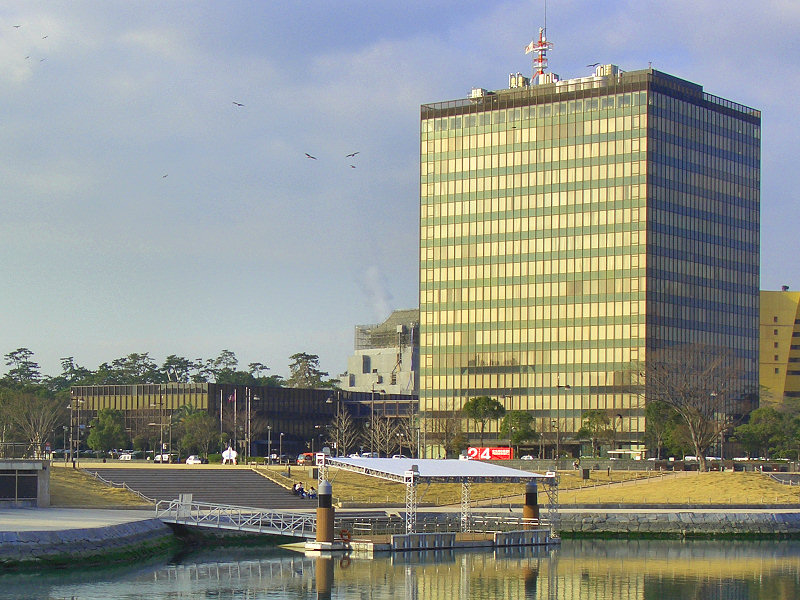
기타큐슈시청

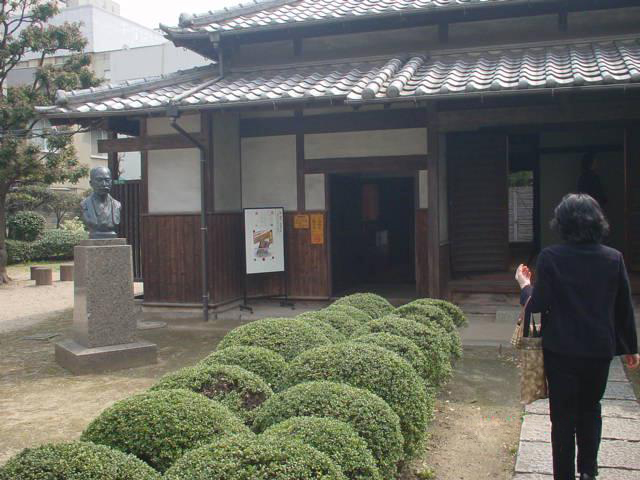
모리 오가이 옛 집

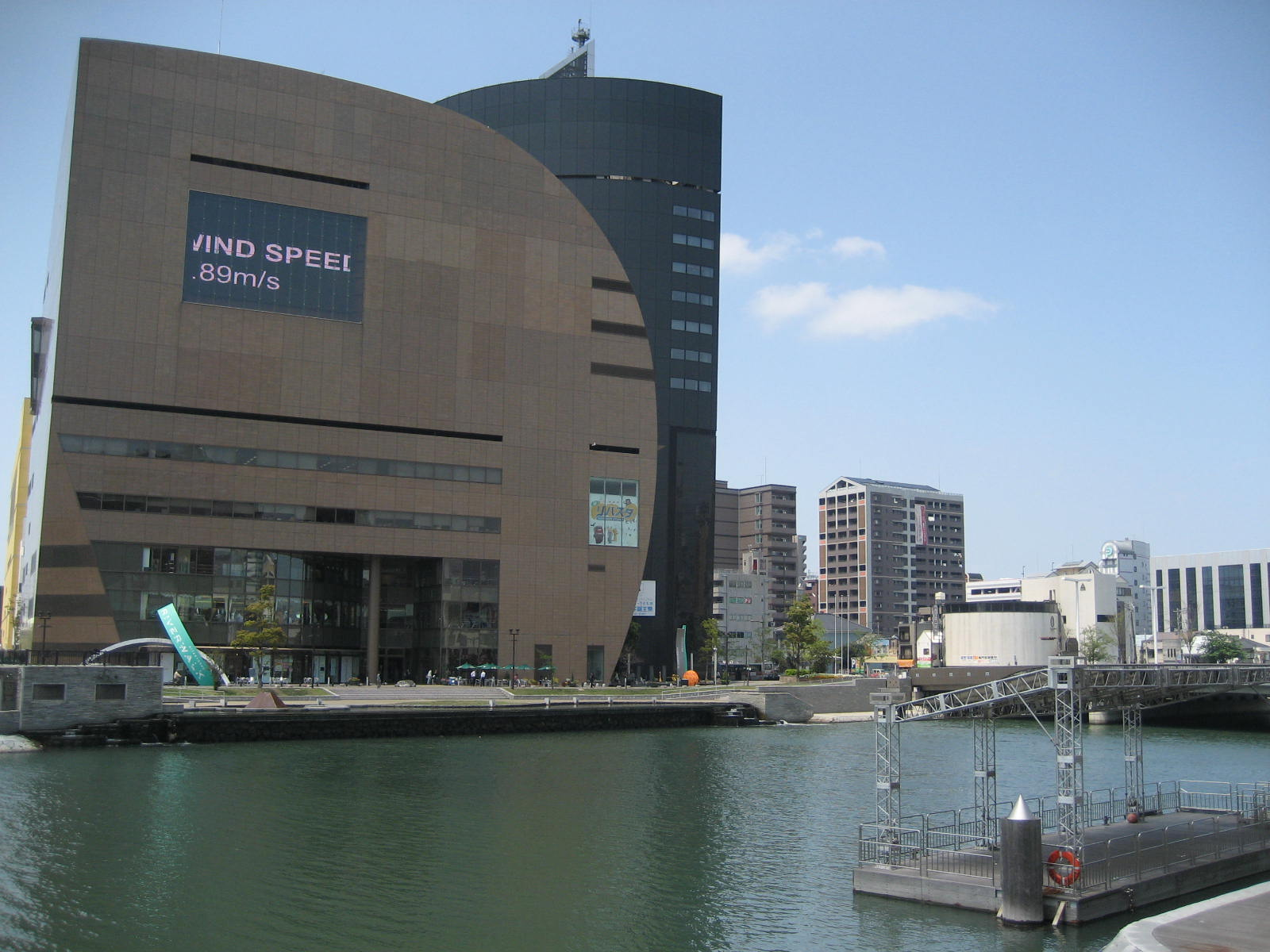
리버워크 기타큐슈

### 고쿠라역 지구
역 구내
- 아뮤플라자 고쿠라
- JR 규슈 스테이션 호텔 고쿠라

역 북쪽 출구
- 리가 로얄 호텔 고쿠라
- 서일본 종합전시장
- 아시아 태평양 인포트 마트
- 기타큐슈 국제회의장
- 기타큐슈 스타디움
- KMM 빌딩
- 아루아루 시티

역 남동쪽
- 세인트시티 기타큐슈

### 도심부
고쿠라역 남동·스나쓰지구
- 모리 오가이 옛 집
- 차차타운 고쿠라

고쿠라역 남서쪽 무라사키가와강 동쪽
- 우오마치 긴텐가
- 단가시장
- 도리마치 식당가
- 마루와 고쿠라점
- 이즈쓰야야 고쿠라점
- 시코's·물 환경관
- 북 센터 퀘스트 고쿠라 본점

무라사키가와강 서쪽
- 니시코쿠라역
- 기타큐슈시청
- 고쿠라성
- 야사카 신사
- 카츠야마 공원
- 기타큐슈시립 중앙도서관
- 기타큐슈시립 문학관
- 기타큐슈시립 마쓰모토 세초 기념관
- 리버워크 기타큐슈
  - 기타큐슈 예술극장

- 야마다 전기 테크랜드 고쿠라 본점
- 후쿠오카현 경찰
  - 기타큐슈시 경찰부
  - 고쿠라키타 경찰서
  - 후쿠오카 교통 반칙 통고 센터 기타큐슈지소

### 주변
- 기타큐슈 미디어돔(고쿠라 경륜장)
- 기타큐슈 시민구장
- 후쿠주지

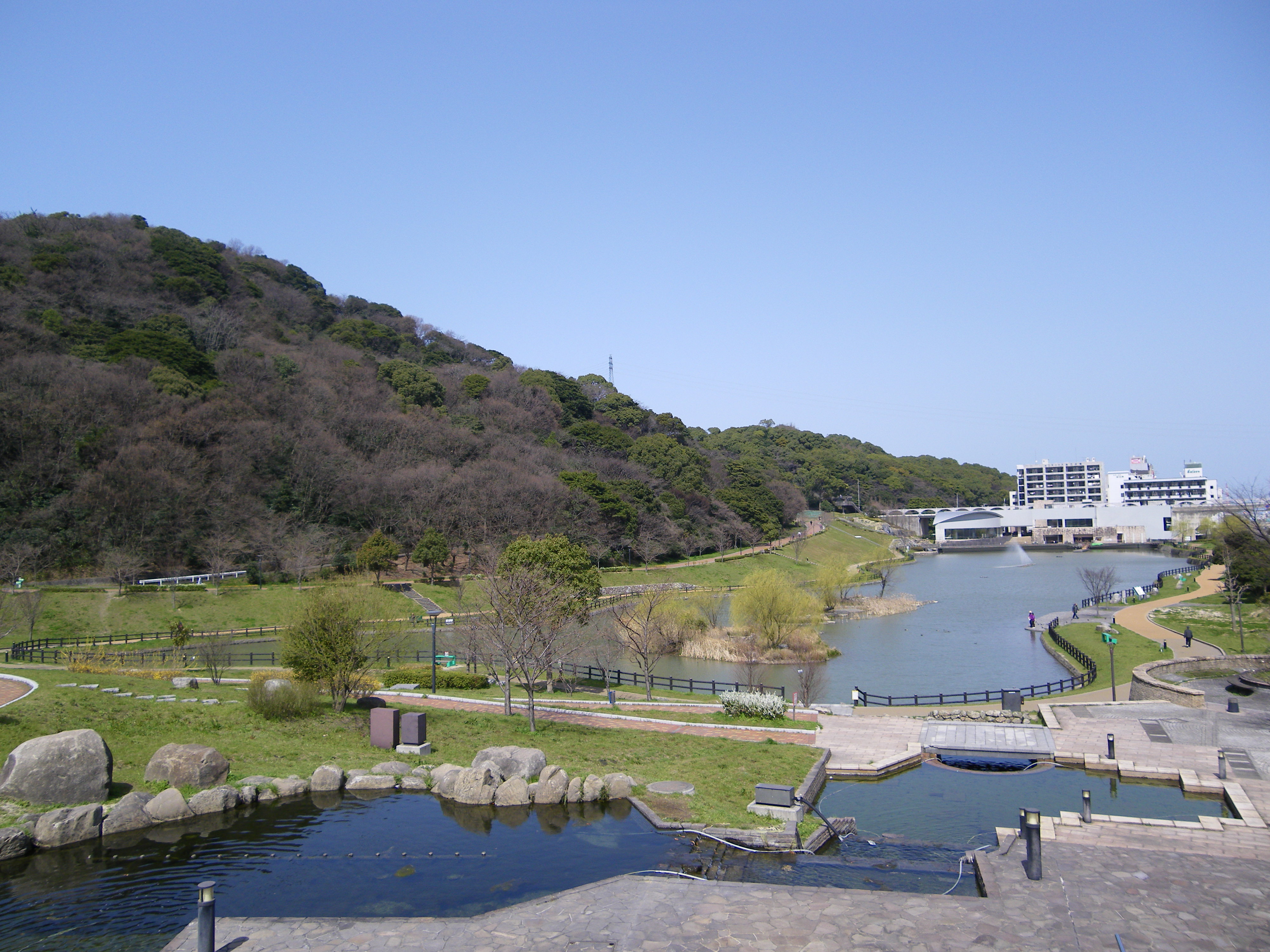
중앙 공원

- 후쿠오카지방재판소 고쿠라 지부·후쿠오카가정재판소 고쿠라 지부
- 아르모니 상크(옛 규슈 후생연금회관)
- 기타큐슈시립 남녀 공동 참획 센터 “무브”
- 중앙공원-도바타구・야하타히가시구에 걸쳐있다.

## 사건·사고
- 기타큐슈 감금 살인 사건
- 기타큐슈시병원장 살해 사건

## 같이 보기
- 고쿠라현